# Judy Smith
Judy A. Smith, född 27 oktober 1958 i Washington D.C., är en amerikansk krishanterare, advokat, författare och TV-producent. Hon är känd som grundare, vd och koncernchef för krishanteringsföretaget Smith & Company. Hennes arbete inom krishantering är inspirationen till TV-serien Scandal.

## Biografi
Smith gick på St. Francis de Sales Elementary School och Academy of Notre Dame. Efter gymnasiet studerade hon vid Boston University och tog en kandidatexamen i PR. Hon började senare studera vid American University och tog en juridisk doktorsexamen från American University Washington College of Law. Hon var den första afroamerikanska kvinnan som tjänstgjorde som chefredaktör för American University Law Review. I maj 2013 höll Smith inledningstalet till Boston University College of Communication Class 2013, tillsammans med inledningsstudentens Cody Brotter. Den 10 juli 2016 blev Smith hedersmedlem i Alpha Kappa Alpha.  

## Karriär

### Public service
Smith började arbeta i offentlig tjänst 1983, när hon anställdes som biträdande redaktör för Nurses Association vid American College of Obstetricians and Gynecologists i Washington, D.C. Efter sin examen från American University 1987 blev hon biträdande chef för offentlig information och biträdande rådgivare vid kontoret för oberoende åklagaren vid USA:s justitiedepartement. År 1989 utsågs hon till särskild rådgivare till den amerikanska åklagaren för District of Columbia, som huvudrådgivare till den amerikanske åklagaren om medierelationer och som chefstaleskvinna.
Från den 7 mars 1991 tjänstgjorde Smith som särskild assistent och biträdande pressekreterare till president George H.W. Bush. Under sin tid där, fick hon ett anseende för att vara enkel, ärlig och hårt arbetande. Hon var enligt uppgift avgörande med att vägleda Bushadministrationen genom kontroverserna kring nomineringen av Clarence Thomas till Högsta domstolen.

### Krishantering
Efter att ha lämnat Vita husets personal startade Smith & Company, ett konsultföretag specialiserat på krishantering och medierelationer. Hennes företag har varit rådgivande till så speciella kunder som Monica Lewinsky, skådespelaren Wesley Snipes, NFL quarterback Michael Vick och Sony Pictures Entertainment efter deras cyberattack 2014.
Förutom sitt arbete som kommunikationsrådgivare fungerar Smith också som rådgivare till Fortune 500-företag och har gett strategisk rådgivning i en mängd olika kommunikationsfrågor. Hon har bistått ledande företag som Nextel, United Healthcare, Wal-Mart, Radio-One, Union Pacific, Waste Management Corporation och American International Group, Inc. (AIG).

### TV-produktion
Efter sitt arbete för president Bush arbetade Smith för NBC som vice vd för kommunikation, där hon var ansvarig för nyheter, sport och underhållningsprogram. År 2009 presenterades Smith för Shonda Rhimes, skaparen av TV-serien Grey's Anatomy, och hennes partner Betsy Beers, en biträdande producent. Det mötet var planerat till mindre än en halvtimme men pågick i mer än tre, vilket resulterade i utveckling av TV-serien Scandal, som är inspirerad av Smiths professionella bakgrund inom PR och krishanteringsarbete i Washington D.C. Från 2012, är Smith biträdande producent och teknisk rådgivare för showen.

### Författare
Smith skriver bloggar för Huffington Post och ABC TV. Hennes blogg, med titeln Ask Judy, är ett inslag i Huffington Post, där hon är listad bland Black Voices. Samtidigt med sin roll på ABC skriver hon en blogg med titeln What Would Judy Do? för varje avsnitt av TV-serien Scandal.
Smiths första bok, Good Self, Bad Self, gavs ut den 3 april 2012 till generellt bra recensioner. Kirkus Reviews sammanfattade en recension genom att säga, "Smith ger en bra översikt över hur man identifierar och inskränker egregious beteende, med precis tillräckligt med kändisbeteende för att behålla läsarens uppmärksamhet." Publishers Weekly var mindre entusiastisk och avslutad med att hennes sätt "att närma sig känns otympligt och bättre passande för att ingå i hennes service som krishanterare än i ett gör-det-själv program". Hon har mottagit talrika kommunikations- och ledarskaputmärkelsear och är aktiv i samhällslivet.